# Monika Huber
Monika Huber (* 22. Januar 1959 in Dingolfing) ist eine deutsche Künstlerin mit Schwerpunkt Malerei, Fotografie und Video.

## Biografie
Monika Huber studierte Malerei an der Akademie der Bildenden Künste München bei Günter Fruhtrunk und schloss 1985 das Studium mit dem Meisterschülerdiplom für Malerei und Grafik ab. Ihre Arbeiten werden seit 1983 in zahlreichen Galerie-Ausstellungen, Museumspräsentationen, architekturbezogenen Installationen und öffentlichen Interventionen gezeigt. Monika Huber lebt und arbeitet in München.

## Künstlerisches Werk
Seit ihrer ersten Einzelausstellung 1983 in der Galerie Kunst und Architektur in Hamburg zeichnet sich Hubers malerisches Werk durch die Reduktion auf die Form des Rechtecks als minimale Ausdrucksform für die Vorstellung eines Bildes aus. Die Arbeiten der 1980er und 1990er Jahre sind meist mehrteilig und immer wieder mit dreidimensionalen Elementen raumgreifend angelegt. Ihre anfänglich gestische Malerei mit reduzierter Farbpalette geht später in strengere geometrische Formen über, die die architektonischen Strukturen des Bildes betonen. Diverse Fundstücke, Stahlflächen und -stangen als Rohmaterial sind bis 1995 wesentliche Bestandteile des Bildgeschehens. Ab 1998 entstanden die sogenannten Nähbilder, wobei die Rechteckform als genähte Form in den Bildgrund eingefügt wird. Für die Werkgruppen mirror, meander und snow kamen ab 2003 als weiteres Medium Plexiglas hinzu. Die lange Zeit dominierenden Schwarz-Weiß-Töne werden in den Plexglasbildern um starkfarbige Flächen erweitert.
2011 setzte Huber eine künstlerische Zäsur und entwickelt parallel zu ihrer bisherigen Arbeit die Werkreihe EINSDREISSIG. Einsdreissig meint den Zeitraum, den eine Nachricht gewöhnlich innerhalb eines Nachrichtenblockes im Fernsehen einnimmt. Seit Ende 2010 legt Huber ein Archiv von Nachrichtenbildern an, die die Fernseh-Berichterstattung medial beherrschen: Proteste, die den arabischen Frühling auslösten, Demonstrationen in Europa, die Occupy Bewegung; die Krisen- und Kriegsherde in der Ukraine und in Syrien. Die Archivbilder bilden die Grundlage sowohl für die Fotoarbeiten Einsdreissig und RIOTS, als auch für die Videoarbeiten Protest, Captured, Hunter/Street, Moonstar.
Im Kontext von Einsdreissig realisierte Huber in Zusammenarbeit mit der Journalistin Susanne Fischer und weiteren Journalisten/Menschenrechtsaktivisten 2012 das Buch news the televised revolution. Das Haus der Kunst in München zeigte 2012 erstmals in der Ausstellung Bild gegen Bild Fotografien aus der Serie Einsdreissig, hybride Bilder, in denen Medienbilder mit Mitteln der Malerei und Zeichnung bearbeitet und refotografiert werden, um so den Blick auf das fotografierte Ereignis zu erneuern. 2013 entstand die Filmarbeit PROTEST. In die Filmszenen der Proteste im Istanbuler Gezipark griff Huber mit malerischen Gesten ein. Die Protestszenen zeigen sich als dauernder Prozess des Bilderschaffens und Bilderlöschens abgelöst vom realen Ort und der realen Zeit des politischen Ereignisses. In der Videoarbeit CAPTURED (2014) ließ eine imaginär zeichnende Hand das veröffentlichte Gruppenbild der 276 in Nigeria entführten Schulmädchen neu entstehen und verschwinden. Die evangelische Landeskirche Württemberg zeichnet das Video mit dem Hauptpreis der Landeskirche aus. Die animierten Videos HUNTER und STREET (2015) sind Teile einer begehbaren Video/Rauminstallation. Sie handelt von männlicher Gewalt und der Zerstörung von Orten.

## Ausstellungen (Auswahl)

### Einzelausstellungen
- 1987: Monika Huber. Malerei, Bonner Kunstverein, Bonn
- 1990: Monika Huber – Malerei, St. Annen-Museum für Kunst- und Kulturgeschichte; auch: Von der Heydt-Museum, Wuppertal; Kunsthalle Bielefeld, Bielefeld; Wilhelm-Hack-Museum, Ludwigshafen (organisiert von der Galerie m Bochum)
- 1998: Monika Huber, Museum für Neue Kunst, Freiburg im Breisgau; Städtische Galerie Regensburg; Kunstverein Ahlen; Heidelberger Kunstverein
- 2003: Monika Huber Bildarchitekturen, Muche-Schlemmer-Meisterhaus, Dessau
- 2013: fremdes sehen, mit Ingeborg Lüscher, Situation Kunst (für Max Imdahl), Bochum
- 2014: Protest, in der Reihe Transforming Cities, Maximiliansforum, München

### Gruppenausstellungen
- 2012: München, Haus der Kunst: Bild-Gegen-Bild
- 2015: Leipzig, Grassimuseum: Captured

## Filmdokumentationen
- 2009: Schnee, Filmbeitrag über Monika Huber in der Sendereihe „Kunstraum“, ARD-alpha
- 2013: Protest, Filmbeitrag über die Entstehung des Videos Protest in der Sendereihe „Kunstraum“, ARD-alpha

## Ausstellungskataloge
- Bild gegen Bild – Image Counter Image. Haus der Kunst München 2012. Vorwort: Okwui Enwezor; Texte: Patrizia Dander, Tom Holert, Marion G. Müller, David Levi Strauss, Georges Didi-Huberman. Verlag Walther König, 2012. ISBN 978-3-86335-208-0
- news - the televised revolution, Monika Huber, Susanne Fischer. Einleitung: Ulrich Wilmes; Textbeiträge: Susanne Fischer, Raghda al-Halawany, Maryam Hassan, Sabry Khaled, Zainab al-Khawaja, Raed Rafei, Tiare Rath, Hazim al-Sharaa, Atiaf al-Wazir, Razan Zeitouneh. Hirmer Verlag, München und University of Chicago Press, 2012. ISBN 978-3-7774-5581-5
- Transforming Cities. PLATFORM München. 2014. S. 58–63, Auszug aus dem Vortrag von Heinz Schütz; Gespräch zwischen Ulrich Wilmes und Monika Huber, ISBN 978-3-9816807-1-3
- Stathmoi, Monika Huber und Rudolf Wachter. Text: Wolfger Pöhlmann und Erika Wäcker-Babnik. Goethe-Institut, Athen 2011. ISBN 978-3-00-033617-1
- Stationen, Monika Huber und Rudolf Wachter. Text: Erika Wäcker-Babnik. Städtische Galerie, Rosenheim 2010. ISBN 978-3-00-030148-3
- Von der Heydt-Museum Wuppertal, Die Gemälde des 19. und 20. Jahrhunderts. Sammlungskatalog. Wienand Verlag, Köln 2003.
- Monika Huber. Ausstellungsreihe: Städtische Galerie, Regensburg, Kunstverein Ahlen, Museum für Neue Kunst Freiburg, Heidelberger Kunstverein. Texte: Konrad Schmidt, Jochen Ludwig, Hans Gercke, Simone Dattenberger, Werner Fritsch. Verlag für moderne Kunst, Nürnberg 1998. ISBN 3-928342-81-9
- Museum für Konkrete Kunst, Bestandskatalog. Ingolstadt 1993.
- Monika Huber. Ausstellungsreihe: Wilhelm-Hack-Museum, Ludwigshafen; Mittelrhein-Museum Koblenz; Kunsthalle Bielefeld; Städtische Galerie Würzburg; Von der Heydt-Museum, Wuppertal; Städtische Galerie Ingolstadt; Museum für Kunst- und Kulturgeschichte, Lübeck. Texte: Bernhard Holeczek, Britta Buhlmann. Richter Verlag, Düsseldorf 1989
- Monika Huber. Text: Konrad Schmid. Bonner Kunstverein, 1987.
- Monika Huber, Museum Villa Stuck, München. (Monografienreihe des Kulturreferates München), 1985, Kunstpreisträger, Text: Hanne Weskott.